# 大盘鸡

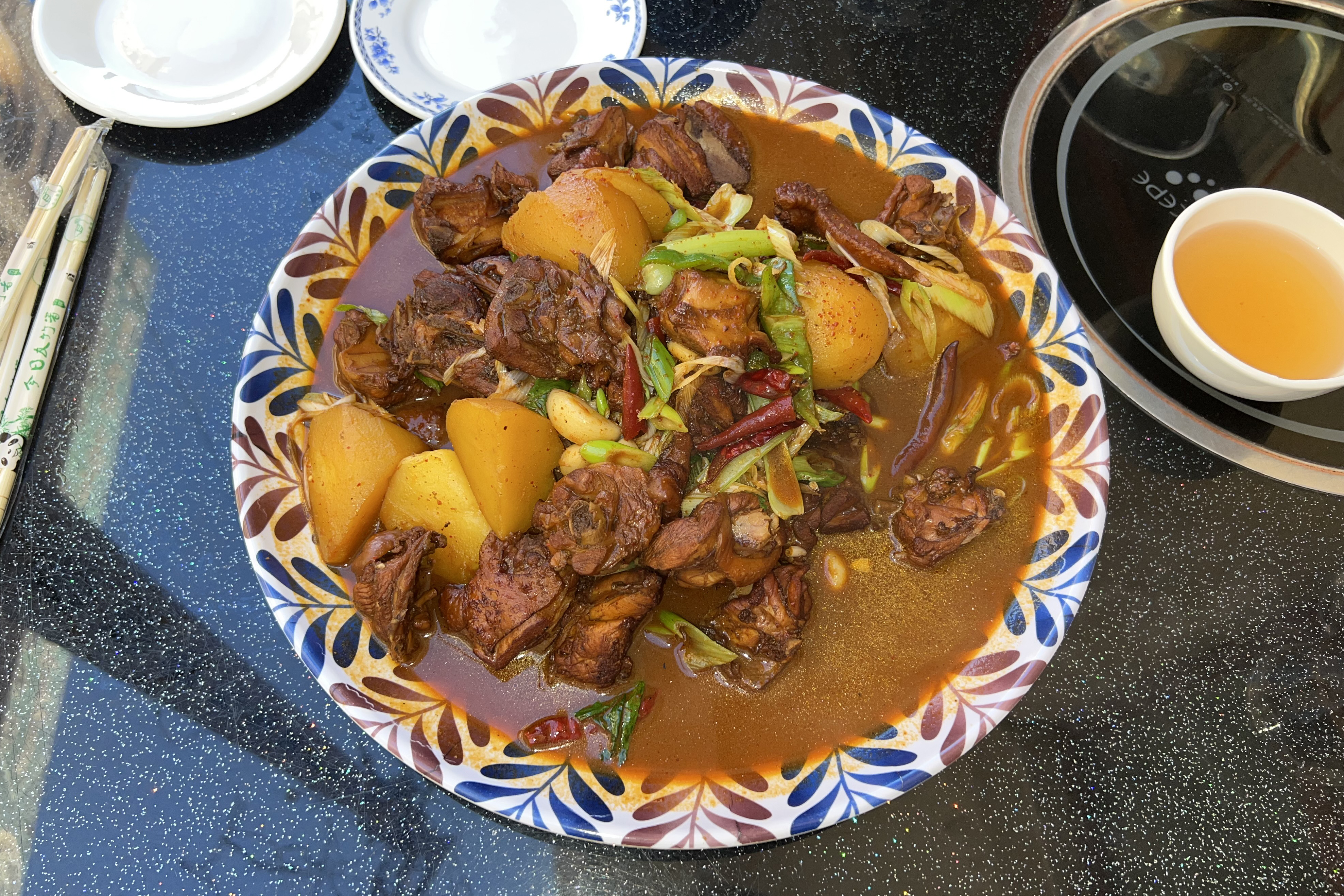
喀什市一间餐厅的大盘鸡

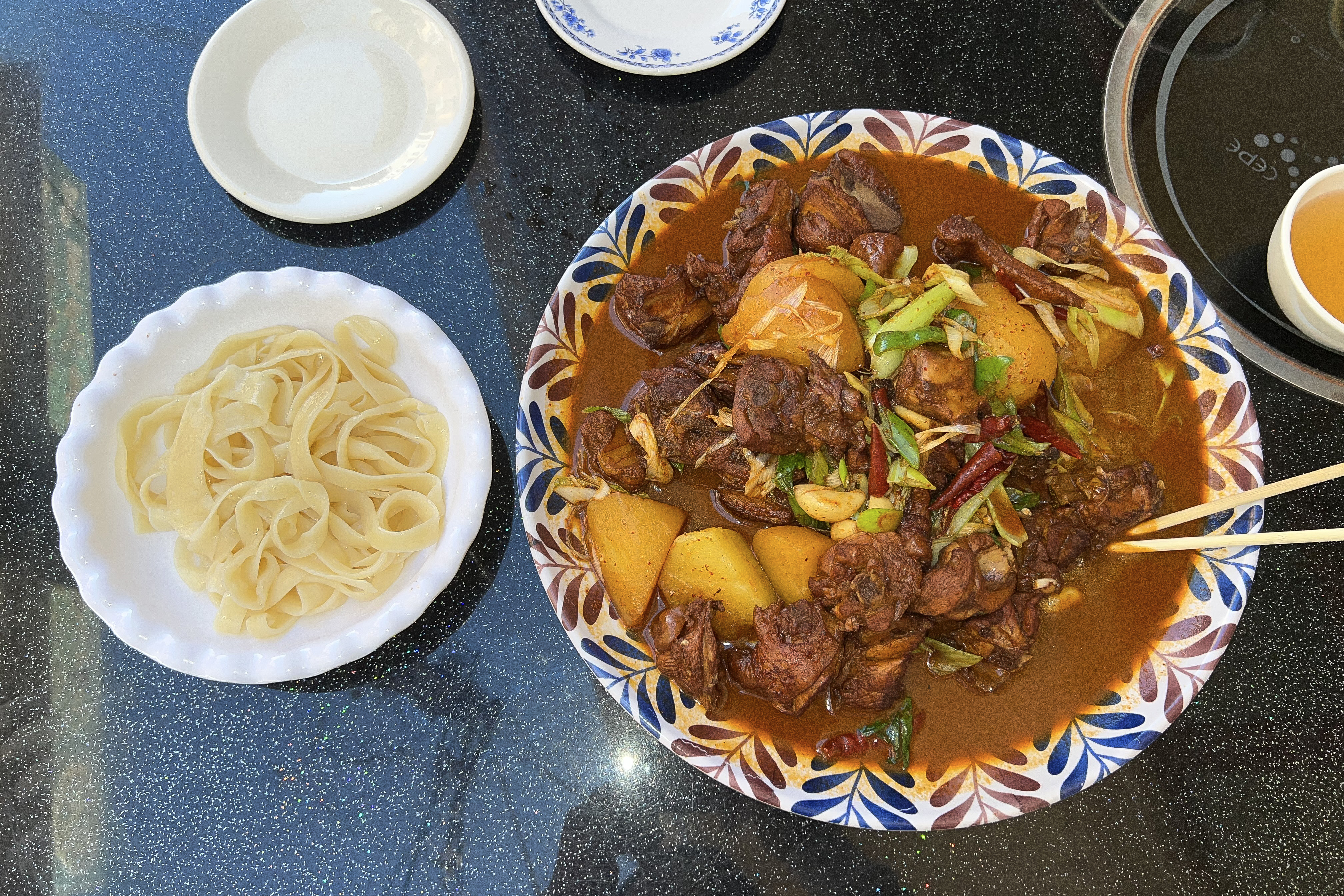
大盘鸡与皮带面

大盘鸡（維吾爾語：چوڭ تەخسە توخۇ قورۇمىسى‎，拉丁维文：qong təhsə tohu ⱪorumisi），又称沙湾大盘鸡、新疆大盘鸡，是一道主要用鸡肉、馬鈴薯、辣椒制作的炒菜，于1990年代左右由新疆塔城地区沙湾县厨师李士林创制，后又改变主料衍生出大盘肚、大盘鱼、大盘鸭、大盘鹅、大盤兔、大盘排骨等菜色。
与大盘鸡搭配食用的主食为皮带麵。

## 历史
大盘鸡起源于上世纪80年代，当时四川厨师李士林在沙湾县城的公路边经营饭馆，最畅销的菜就是“辣子炒鸡”。李士林在接受采访时说，“我开饭馆那会儿，正赶上改革开放初期，是新疆公路建设和公路运输大发展的时候。跑长途的大货车司机，早晨从乌鲁木齐出发，沿312国道一路向西，到沙湾刚好是午饭时间。”“那时，餐馆一般用八寸盘，一只肉鸡可以卖出三盘辣子炒鸡。后来，有人无意中用搪瓷大盘盛装辣子炒鸡，一下子卖火了。”“一大盘子辣子鸡”被喊成了“大盘鸡”，“沙湾大盘鸡”由此诞生。
沙湾大盘鸡已形成以美食城为核心的特色产业链。目前，在沙湾从事大盘鸡特色餐饮的商户有1000余家，从业人员达1.5万人。

## 制作方法
先将切好的馬鈴薯塊倒入煮锅中清煮，待水沸腾后倒入酱油熬制。与此同时，将切好的鸡块撒上食盐、胡椒粉、花椒粉、玉米淀粉，一并倒入黄酒，将调料同鸡块充分捏合、搅拌后放置腌制。接下来开始炒糖色，在炒锅中将油烧热后倒入冰糖炒化，接着浇入清水继续炒，炒热后倒出备用。重新倒油入锅，将事先切好的葱段、姜片和花椒倒入炒香，炒香后将腌好的鸡块也倒入锅中翻炒，再将之前炒好的糖汁倒入继续翻炒，之后倒入豆瓣酱、花椒再翻炒。炒完倒入清水小煮一会后，放入十三香、食盐、酱油，并取豆瓣酱中的红油淋入，接着把煮好的土豆块捞出，和乾辣椒倒入锅中炖煮，最后将拍散的大蒜及青椒倒入炖煮，大盘鸡就可以出锅装盘了。

## 拓展阅读
- 老饭骨.  (YouTube). 2019-12-30  [2020-07-01]. （原始内容存档于2020-10-03） （中文（中国大陆））.